# Цаган-Олинське сільське поселення
Цага́н-Оли́нське сільське поселення (рос. Цаган-Олинское сельское поселение) — сільське поселення у складі Могойтуйського району Забайкальського краю Росії.
Адміністративний центр — село Цаган-Ола.

## Населення
Населення сільського поселення становить 1150 осіб (2019; 1392 у 2010, 1596 у 2002).

## Склад
До складу сільського поселення входять:
| Населений пункт  | Населення, осіб (2002) | Населення, осіб (2010) |
| ---------------- | ---------------------- | ---------------------- |
| Улан-Сарта, село | 35                     | 48                     |
| Цаган-Ола, село  | 1561                   | 1344                   |